# Jadwiga Czaki (aktorka)

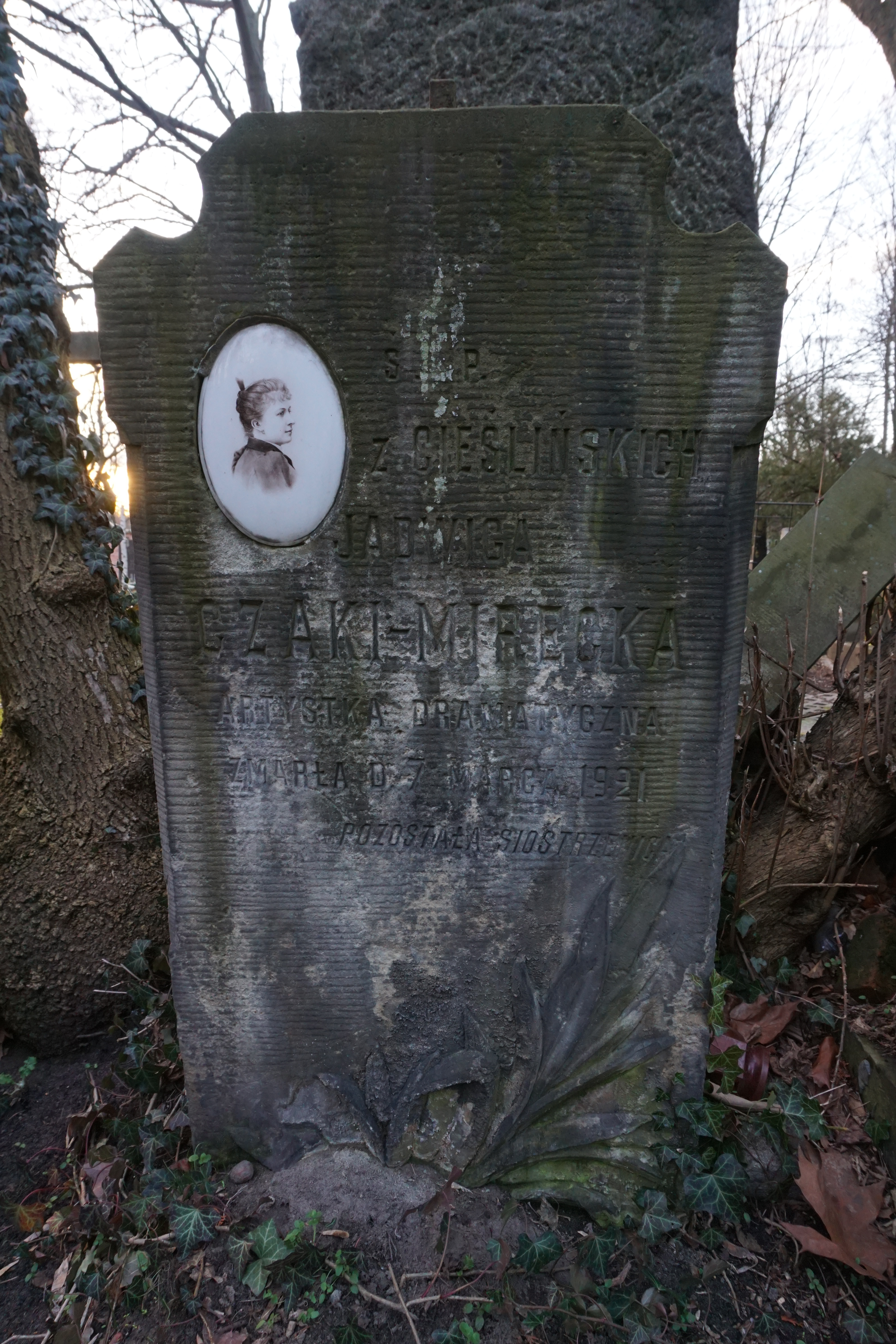
Grób Jadwigi Czaki na cmentarzu Powązkowskim

Jadwiga Czaki (Csaki), właśc. Józefa Pelagia Jadwiga Cieślińska, zamężna Mirecka (ur. 19 czerwca 1860 w Wygiełzowie, zm. 7 marca 1921 w Warszawie) – polska aktorka

## Życiorys
Jako trzynastolatka występowała w amatorskich przedstawieniach w domu siostry we Lwowie, m.in. jako Helenka w Radcach pana radcy Michała Bałuckiego. Ukończyła pensję Anny Jasińskiej w Warszawie, po czym uczęszczała na lekcje aktorstwa u Alojzego Stolpego. Debiutowała 6 maja w 1876 w Krakowie w roli Basi Miączyńskiej w sztuce Przeor paulinów, czyli obrona Częstochowy Elżbiety Bośniackiej. Występowała w teatrze krakowskim do końca sezonu 1878/1879. 11 lipca 1879 zagrała w warszawskim Teatrze Letnim Paulinę w Starym jegomościu Henriego Murgera i Jadwigę w Zbudziło się w niej serce Wolfganga Müllera von Königswintera. Od 1 października 1879 do 1903 należała do zespołu Warszawskich Teatrów Rządowych. W tym okresie najczęściej występowała w Teatrze Rozmaitości. Zdobyła popularność w rolach tzw. naiwnych, rzadziej pojawiała się w rolach charakterystycznych i dojrzałych amantek. Uważano ją za rywalkę Marii Wisnowskiej. Zygmunt Przybylski napisał z myślą o niej komedie Dwór we Włodkowicach (z rolą Julii), Pierwszy bal (postać Róży) i Bzy kwitną (rola Heleny).
Podczas okresu gry w Warszawie zagrała także w rolach:
- Heleny w Śnie nocy letniej Williama Szekspira
- Skierki w Balladynie Juliusza Słowackiego
- Stelli w Fantazym Juliusza Słowackiego
- Klary w Zemście Aleksandra Fredry
- Anieli w Wielkim człowieku do małych interesów Aleksandra Fredry
- Anieli w Damach i huzarach Aleksandra Fredry
- Heleny w Panu Damazym Józefa Blizińskiego
- Heleny w Żabusi Gabrieli Zapolskiej
- Joasi w Gęsiach i gąskach Michała Bałuckiego
- Andzi w Pięknej żonce Michała Bałuckiego
- Emilii w Opiece wojskowej Stanisława Bogusławskiego
- Zofii w Otchłani Tadeusza Konczyńskiego
- Agnieszki w Szkole żon Moliera
- Lucyndy w Lekarzu mimo żony Moliera
- Cecylii w Montjoye Octave Feuilleta
- Małgorzaty w Safandułach Victoriena Sardou
- Szambelanowej w Dianie Emile'a Augiera (benefis 15 lutego 1903)

Występowała gościnnie w Petersburgu (1891, zespół Lucjana Kościeleckiego), Lwowie (1892), Łodzi (1893) i Krynicy (1896) oraz jako deklamatorka (m.in. w 1915 w warszawskim Teatrze Bagatela).
Spoczywa na cmentarzu Powązkowskim w Warszawie (kwatera 171, rząd 3, grób 19).

## Życie rodzinne
Córka ziemianina Ignacego Cieślińskiego i Pelagii z domu Skanderbeg-Csaki. Od 1902 żona inżyniera Andrzeja Mireckiego.